# Galaxy Science Fiction
Pour les articles homonymes, voir Galaxy.
Galaxy Science Fiction, fondée en 1950 par H. L. Gold, était un magazine de science-fiction américain, de format digest (petit format) comme Reader's Digest. Son fondateur était aussi son éditeur.

## Histoire
La première parution contient une chronique de livres de l'anthologiste Groff Conklin, laquelle s'arrête en 1955, et une chronique de science écrite par Willy Ley (jusqu'à son décès en 1969). Sous la gouverne de différents éditeurs, le magazine publie différents auteurs de science-fiction connus pendant trois décennies.
Au départ, il est mensuel, mais le rythme de parution varie sur sa trentaine d'années de parution, passant de mensuel à bimensuel. 
Après que Groff Conklin délaisse sa chronique de livres, Floyd C. Gale reprend le flambeau.
En février 1965, Frederik Pohl choisit Algis Budrys comme critique de livres, Theodore Sturgeon lui succède en 1972, suivi de Spider Robinson en 1975. Dans la parution de janvier 1975, le magazine fusionne avec la publication sœur Worlds of If, créée en mars 1952. 
Galaxy cesse de publier en 1980. 
Au début des années 1990, le fils du fondateur, E. J. Gold, rachète les droits sur le magazine et publie huit parutions bimensuelles au format 8 po. par 11 po. sur du papier de qualité médiocre (voir pulp pour plus de détails), de janvier/février 1994 à mars/avril 1995. E. J. Gold souhaite continuer à publier le magazine dans Internet, mais son plan flanche. Il maintient encore quelques pages Web de matériel relié à Galaxy.

## Éditeurs
- H. L. Gold (octobre 1950 à octobre 1961)
- Frederik Pohl (1959 à mai 1969). Ce dernier prend la place du défaillant Gold pendant l'année 1959, mais officiellement la nomination ne s'effectue pas avant la parution de 1961.)
- Ejler Jakobsson (juillet 1969 à mai 1974)
- James Baen (juin 1974 à octobre 1977)
- John J. Pierce (novembre 1977 à mars/avril 1979)
- Hank Stine (juin/juillet 1979 à septembre/octobre 1979)
- Floyd Kemske (1980)
- E. J. Gold (janvier/février 1994 à mars/avril 1995)

## Auteurs
- Damon Knight, J. T. McIntosh, Daniel F. Galouye, Willy Ley, Avram Davidson, Philip K. Dick, William Tenn, Isaac Asimov, C. M. Kornbluth, Theodore Sturgeon, Robert Sheckley, John Brunner, Anne McCaffrey, Keith Laumer, Mark Clifton, Ben Bova, Larry Niven, James E. Gunn, Robert Silverberg, Frederik Pohl, Alfred Bester, Arthur Sellings, Roger Dee, Edward Wellen, Bryce Walton, James O. Causey...

## Edition française
- En novembre 1953, Galaxie, une version française, est créée, suivi d'une version allemande en 1957, Galaxis. Le magazine français cesse d'être publié en avril 1959. De mai 1964 à août 1977, il reprend vie grâce à l'éditeur Opta. Deux rédacteurs en chef se succèdent : Alain Dorémieux (jusqu'à décembre 1969) et Michel Demuth (de janvier 1970 à août/septembre 1977). En 1996, un groupe de fans français, autour de Stéphanie Nicot, reprend le titre en le passant au pluriel : ce sera Galaxies, une première série qui va connaître 41 numéros (numérotés de 1 à 42, le 41 étant manquant), avant de cesser sa publication en 2007. Stéphanie Nicot cherche alors un repreneur pour le titre, elle le trouve en la personne de Pierre Gévart, qui reprend une nouvelle série, en gardant une double numérotation. Le premier numéro de Galaxies nouvelle série paraît en mai 2008.

## Illustrateurs
- Ed Emshwiller, Chesley Bonestell (1888-1986), Virgil Finlay, Dick Francis, Wally Wood, Jack Gaughan, Don Sibley, Vaughn Bodé, Reese, Pederson.